# 고르돌라
고르돌라(이탈리아어: Gordola [ˈɡordola][*])는 스위스 티치노주의 로카르노구에 있는 자치체이다.

## 역사
고르돌라는 1200년에 Gordora로 처음 언급되었다. 1219년에는 Gordolla로 언급되었다. 고르돌라는 역사 전체에 걸쳐 주요 도로 근처에 위치했다. 중세 시대에는 계곡 바닥이 늪으로 뒤덮인 언덕 위에 마을이 있었다. 11-12세기에 코모 주교가 임명한 봉건 영주를 위해 마조레 호수 기슭에 성이 세워졌다. 성은 14세기에 사라졌다. 로카르노의 카피타네이는 토지를 소유하고, 고르돌라의 지주였다.
로카르노 영토 내에서 고르돌라는 자신의 목사를 선택할 수 있는 유일한 비치난자였다. 또한 교구 평의회 의원을 지명할 수 있는 권리도 가지고 있었다. 14세기부터 베르차스카 계곡의 많은 주민들이 호수에서 겨울을 보내기 위해 고르돌라로 여행했다. 이것은 점차 전통적인 계절적 마이그레이션으로 발전했다. 1695년부터 고르돌라는 "원래" 및 "신규" 거주자(Vicini) 두 개의 지역(군대)으로 나뉘었다. 두 그룹이 교대로 시정촌을 관리했다.
성 베드로와 빈센초의 이전 교구 교회는 테네로에 있었고, 교구장이 산안토니오 아바테의 교회로 옮겨진 1898년까지 일종의 외부 영지를 형성했다. 산 안토니오 사바테 교회는 16세기부터 존재했지만, 1829년 홍수로 파괴되었다가 이후에 재건되었다. 고르돌라에는 혼합 휴밀리아티 주문 수도원(Santa Maria)이 있었다. 그 수도원은 12세기에 설립되었고, 15세기 후반에 폐쇄되었다.
역사적으로 거의 모든 인구가 농부와 목장주였다. 그러나 2000년까지 인구의 극소수만이 농업에서 일했고 인구의 약 1/3이 시 경계에서 일했다.
모토-론자 지역은 역사적으로 보호된 마을 중심지이다.

## 지리

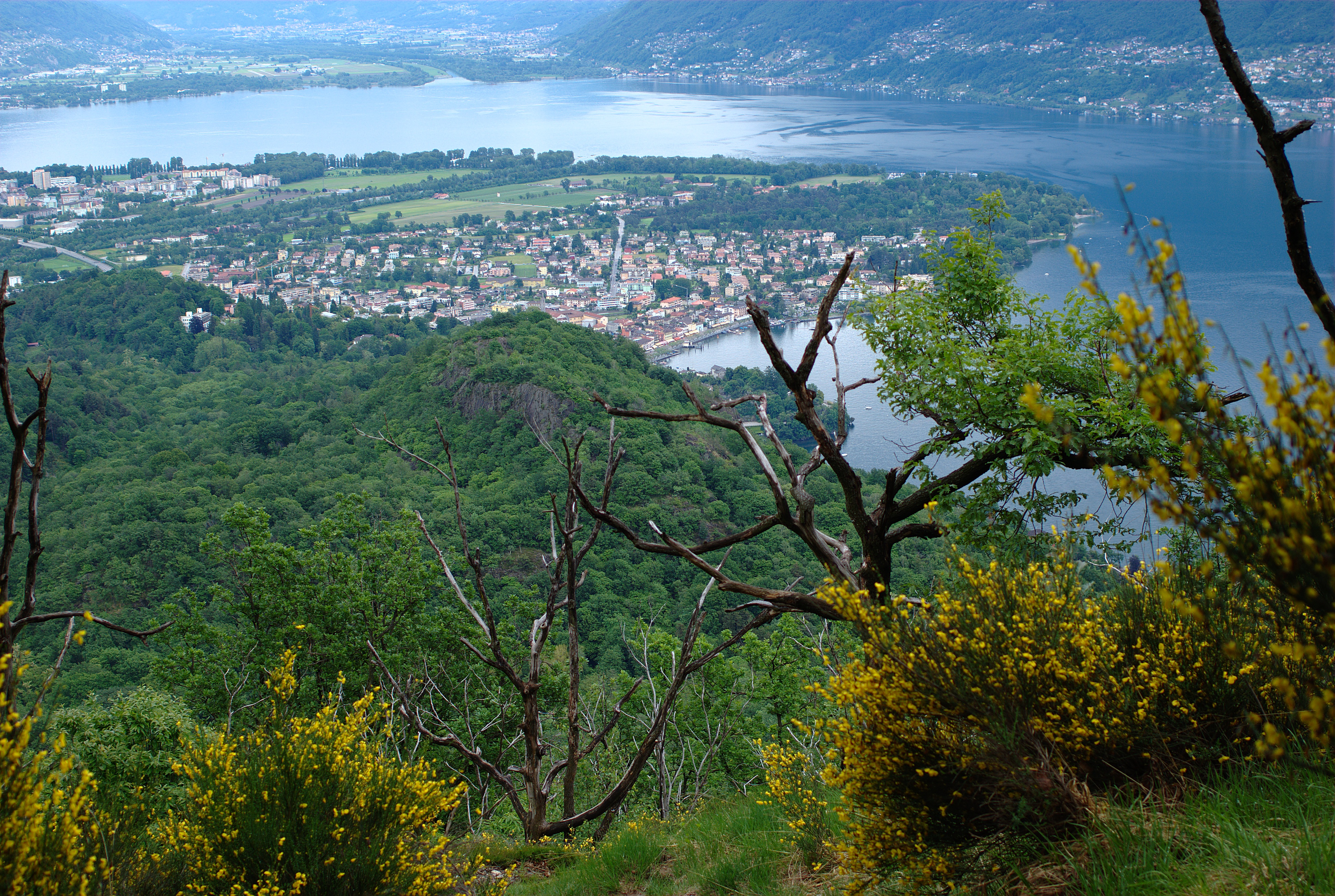
마조레 호수의 풍경

고르돌라의 면적은 1997년 기준으로 7.04k㎡이다. 이 면적 중 1.7k㎡ (24.1%)가 농업 목적으로 사용되고, 4.31k㎡ (61.2%)는 삼림으로 사용된다. 나머지 토지 중 1.17k㎡ (16.6%)가 정착(건물 또는 도로), 0.48k㎡ (6.8%)가 강 또는 호수이고, 0.1k㎡ (1.4%)는 비생산적인 토지이다.
건축면적 중 공업용 건물이 전체 면적의 1.6%, 주택과 건물이 11.1%, 교통 기반 시설이 3.3%를 차지했다. 산림면적 중 전체 면적의 59.8%는 산림이 우거져 있고 1.4%는 과수원이나 작은 나무 군락으로 덮여 있다. 농경지 중 6.5%는 작물 재배에 사용되며 6.5%는 과수원이나 덩굴 작물에, 11.1%는 고산 목초지에 사용된다. 시정촌의 물 중 3.8%는 호수에, 3.0%는 강과 시내에 있다. 비생산적인 지역 중 1.1%는 비생산적인 식물이다.
시정촌은 강의 좌안에 있는 베르차스카 계곡 끝의 로카르노구에 있다. 고르돌라 마을과 테리키올레의 일부로 구성되어 있다.

## 인구통계

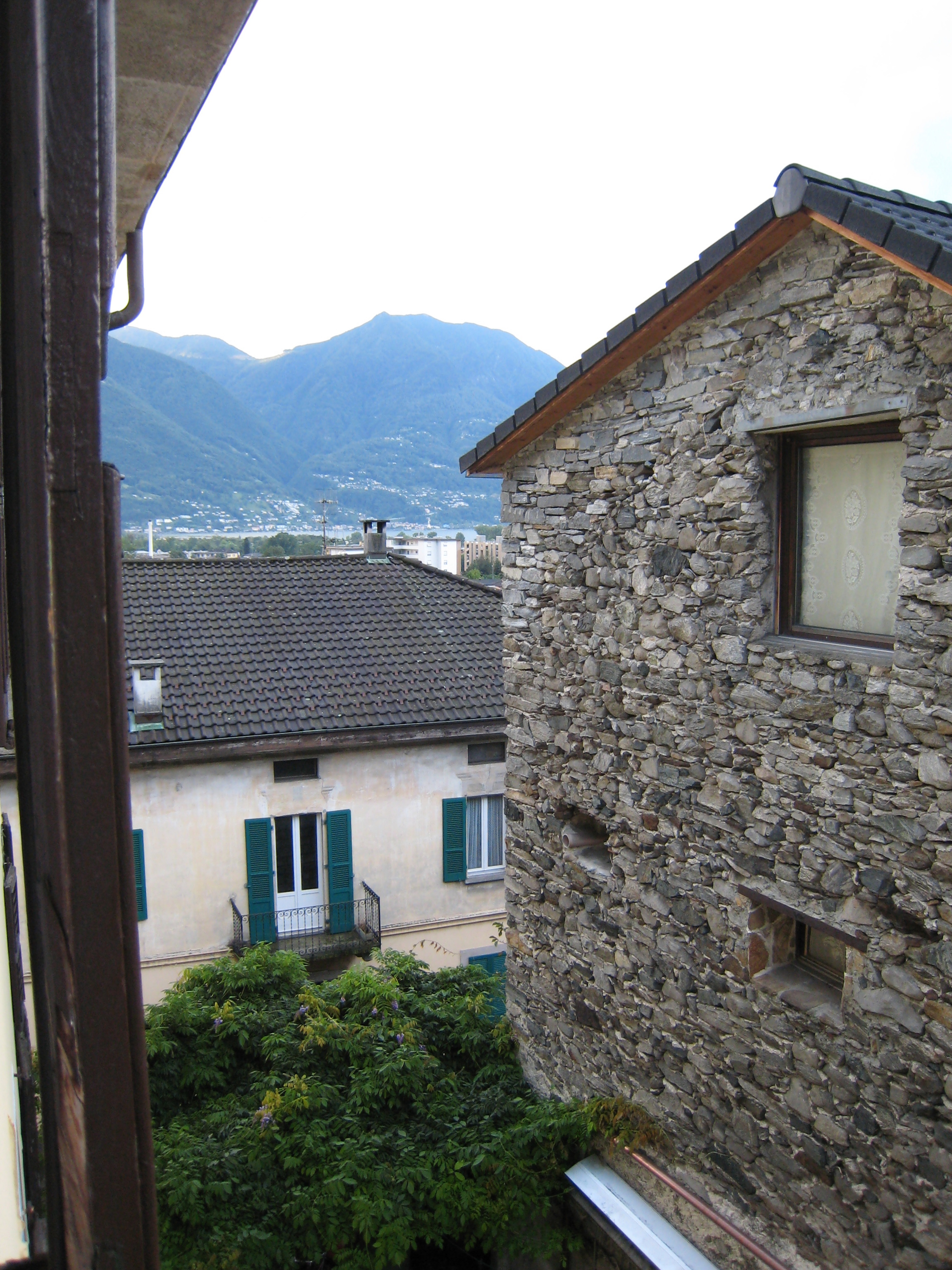
고르돌라의 신구 주택

2020년 12월 기준, 고르돌라의 인구는 4,650명이다. 2008년 기준으로 인구의 17.0%가 거주하는 외국인이다. 지난 10년(1997-2007) 동안 인구는 15.9%의 비율로 변화했다.
2000년 기준, 인구 대부분은 이탈리아어 (84.2%)를 사용하며, 독일어가 두 번째로 많이 사용(10.2%)되고, 포르투갈어가 세 번째(1.2%)로 사용된다. 스위스 공용어(2000년 기준) 중 독일어 396명, 프랑스어 47명, 이탈리아어 3,265명, 로만슈어 4명을 사용한다. 나머지(166명)는 다른 언어를 사용한다.

2008년 기준으로 인구의 성별 분포는 남성 48.5%, 여성 51.5%이다. 인구는 1,725명의 스위스 남성(인구의 39.2%)과 406명(9.2%)의 비스위스계 남성으로 구성되었다. 스위스 여성은 1,935명(44.0%), 비스위스계 여성은 332명(7.5%)이었다.
2008년에는 스위스 시민이 29명, 비스위스계 시민이 2명이었고, 같은 기간에 스위스 시민이 25명, 비스위스계 시민이 4명이었다. 이민과 이주를 무시하면, 스위스 시민의 인구는 4명 증가하고 외국인 인구는 2명 감소했다. 스위스로 재이민 온 스위스 남자 5명과 스위스 여자 3명이 있었다. 동시에 다른 나라에서 스위스로 이주한 11명의 비스위스계 남성과 9명의 비스위스계 여성이 있었다. 2008년 전체 스위스 인구 변화(시 경계를 넘는 이동을 포함한 모든 출처에서)는 49명이 증가했고, 비스위스계 인구 변화는 27명이 감소했다. 이는 0.5%의 인구 증가율을 나타낸다.
2009년 기준 고르돌라의 연령 분포는 다음과 같다. 417명(인구의 9.5%)은 0~9세, 490명(11.1%)은 10~19세이다. 성인 인구 중 468명(인구의 10.6%)이 20~29세이다. 602명(13.7%)은 30~39세, 723명(16.4%)은 40~49세, 543명(12.3%)은 50~59세이다. 고령자 분포는 582명(인구의 13.2%)이 60세 이상이다. 그리고 69세는 381명으로 70~79세는 8.7%, 80세 이상은 192명(4.4%)이다.
2000년 기준으로 시정촌의 개인가구는 1,652세대로 가구당 평균 2.3명이다. 2000년에는 총 1,347세대의 주거용 건물 중 889세대(전체의 66.0%)가 있었다. 2가구(18.9%)가 254채, 다가구(9.1%)가 122채였다. 또한 시정촌에는 다목적 건물(주거 및 상업용 또는 기타 목적으로 사용)인 82개의 건물이 있었다.
2008년 시정촌 공실률은 0.29%였다. 2000년에는 시정촌에 2,110개의 아파트가 있었다. 아파트 규모는 방 4개짜리 아파트가 788개로 가장 많았다. 1인실이 78개, 5개 이상 아파트가 433개였다. 이 중 상시 입주가 가능한 아파트는 1,646세대(전체의 78.0%), 성수기 분양 아파트는 439세대(20.8%), 공실은 25세대(1.2%)였다. 2007년 기준 신규주택 건설률은 인구 1,000명당 7.8세대였다.

역사적 인구는 다음 표에 나와 있다.
| 년도 | 인구  |
| ---- | ----- |
| 1596 | 150   |
| 1741 | 400   |
| 1850 | 290   |
| 1880 | 866   |
| 1900 | 550   |
| 1950 | 1,419 |
| 2000 | 3,878 |

## 정치
2007년 연방 선거에서 가장 인기 있는 정당은 26.74%의 득표율을 기록한 FDP였다. 다음으로 가장 인기 있는 세 정당은 CVP (25.47%), SP (18.69%) 및 SVP (12.63%)였다. 이번 연방 총선에서는 총 1,110표가 투표되었고, 투표율은 39.3%였다.
2007년 대평의회 선거에서 고르돌라에는 총 2,790명의 등록 유권자가 있었고, 그중 1,712명(61.4%)이 투표했다. 23개의 백지 투표와 2개의 무효 투표가 이루어졌으며 선거에서 1,687개의 유효한 투표가 남았다. 가장 인기 있는 정당은 359표(21.3%)를 얻은 PPD + GenGiova 정당이었다. 다음으로 가장 인기 있는 세 파티는 다음과 같다. SSI(337 또는 20.0% 포함), PLRT (309 또는 18.3% 포함) 및 PS (266 또는 15.8% 포함).
2007년 국무위원 선거에서 13개의 백지 투표와 2개의 무효 투표가 이루어졌으며 선거에서 1,698개의 유효한 투표가 남았다. 가장 인기 있는 정당은 387표(22.8%)를 얻은 LEGA였다. 다음으로 가장 인기 있는 세 정당은 다음과 같다. PPD(376 또는 22.1%), PS(299 또는 17.6%) 및 SSI(277 또는 16.3%).

## 경제

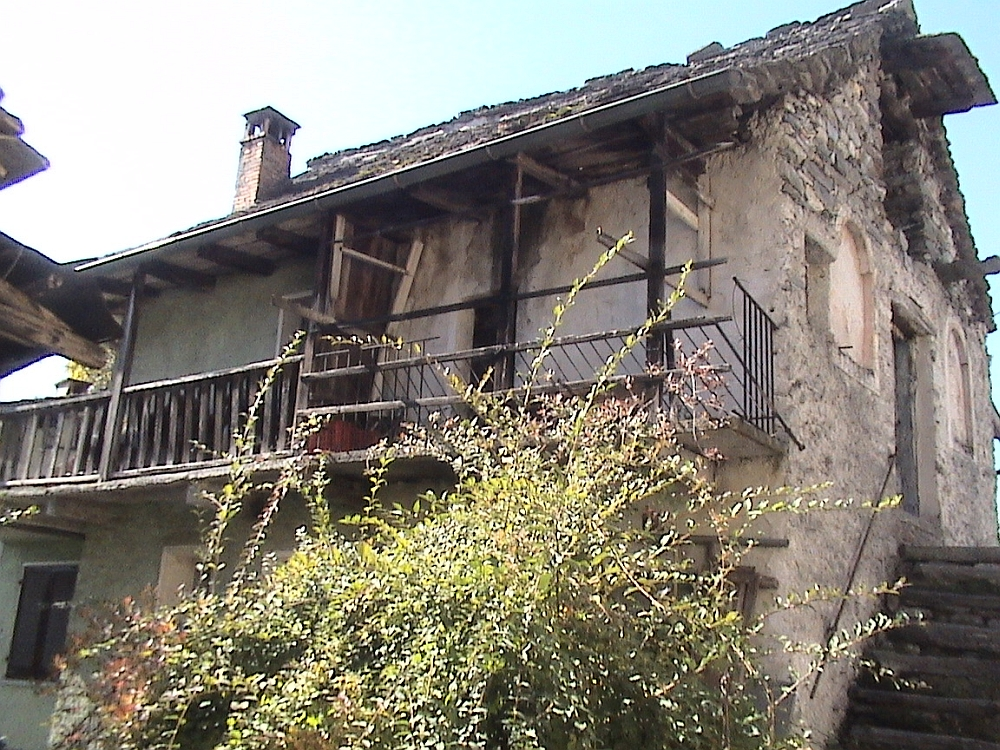
고르돌라의 농가

2007년 기준 고르돌라의 실업률은 3.62%였다. 2005년 기준으로 1차 경제 부문에 54명이 고용되어 있고, 이 부문에 약 19개 기업이 관여하고 있다. 431명이 2차 부문에 고용 되었고, 이 부문에 43개의 기업이 있었다. 644명이 3차 부문에 고용되었으며, 이 부문에는 123개의 기업이 있다. 시정촌 주민은 1,743명으로 일정 정도 고용되었으며, 그중 여성이 전체 노동력의 40.6%를 차지하였다.
2000년 기준 자치단체로 출퇴근하는 근로자는 1,024명, 출퇴근자는 1,183명이었다. 지자체는 근로자의 순 수출국으로, 들어오는 1명당 약 1.2명의 근로자가 지자체를 떠나고 있다. 고르돌라에 들어오는 인력의 약 18.4%가 스위스 외부에서 왔다. 근로 인구의 6.8%가 출퇴근을 위해 대중교통을 이용했고, 67.2%가 자가용을 이용했다.
2009년 현재 고르돌라에는 총 43개의 객실과 90개의 침대가 있는 5개의 호텔이 있다.

## 종교
2000년 인구 조사에 따르면 3,210명(82.8%)이 로마 가톨릭 신자이고, 297명(7.7%)이 스위스 개혁 교회에 속해 있다. 다른 교회(인구조사에 등재되지 않음)에 속해 있는 287명(인구의 약 7.40%)이 있으며, 질문에 응답하지 않은 사람은 84명(인구의 약 2.17%)이다.

## 교육

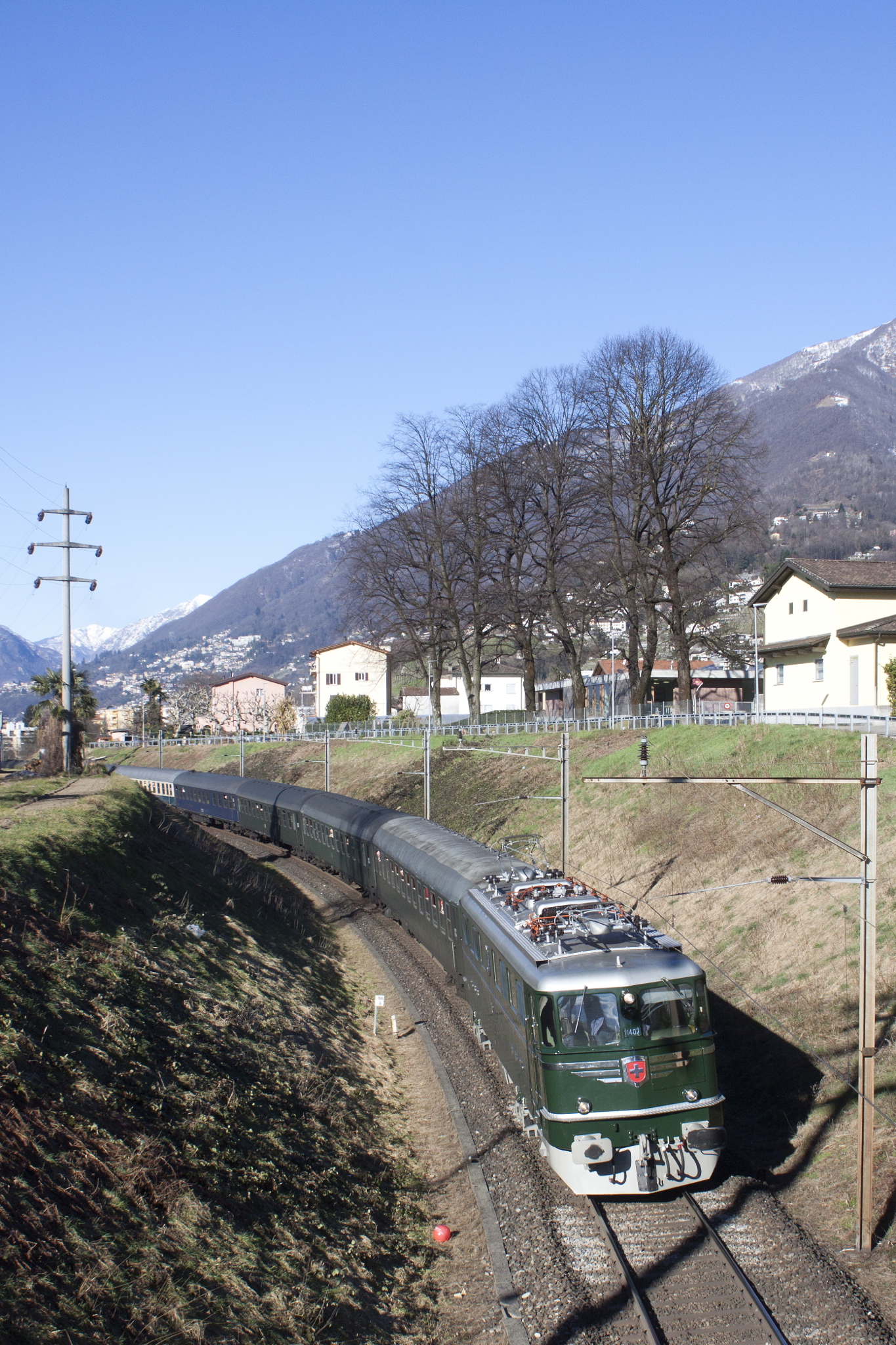
고르돌라역으로 진입하는 열차

전체 스위스 인구는 일반적으로 교육 수준이 높다. 고르돌라에서는 인구의 약 69.5%(25~64세)가 필수가 아닌 고등 교육 또는 추가 고등 교육(대학 또는 응용학문대학)을 완료했다.
고르돌라에는 총 788명의 학생이 있었다(2009년 기준). 티치노 교육 시스템은 최대 3년의 비필수 유치원 을 제공하며 고르돌라에는 117명의 어린이가 유치원에 다녔다. 초등학교 프로그램은 5년 동안 지속되며 표준 학교와 특수 학교가 모두 포함된다. 마을에서는 224명의 학생이 일반 초등학교에 다녔고 9명이 특수학교에 다녔다. 중학교 시스템에서 학생들은 2년 중학교에 다니고 2년 예비 견습 과정을 거치거나 고등 교육을 준비하기 위해 4년 프로그램에 참석한다. 중학교 2년제 193명, 예비실습 6명, 4년제 심화과정 80명이었다.
상위 중등 학교에는 몇 가지 옵션이 있지만, 상위 중등 프로그램이 끝나면 학생은 직업을 찾거나 대학에 진학할 준비가 된다. 티치노에서 직업 학생은 인턴십 또는 견습과정(3년 또는 4년 소요)을 수행하는 동안 학교에 다니거나 인턴십 또는 견습기간(풀타임 학생으로 1년 또는 1년 반이 소요됨)을 거쳐 학교에 다닐 수 있다. 파트타임 학생으로 2년). 전일제 학생은 35명, 파트타임 학생은 110명이었다.
전문 프로그램은 3년 동안 지속되며 엔지니어링, 간호, 컴퓨터 공학, 비즈니스, 관광 및 이와 유사한 분야의 직업을 갖도록 학생을 준비시킨다. 전문 프로그램에는 14명의 학생이 있었다.
2000년 기준으로 고르돌라에는 다른 시정촌에서 온 학생이 381명, 시외 학교에 다니는 거주자는 186명이었다.

## 교통
지자체는 스위스 연방 철도의 주비아스코-로카르노선에 있는 같은 이름의 고르돌라역을 통해 철도로 접근할 수 있다.